# Carbon Based Lifeforms

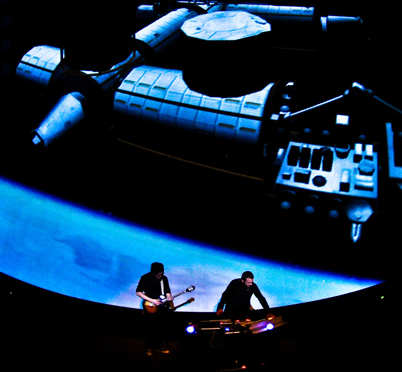
Carbon Based Lifeforms tijdens een concert in Naturhistoriska riksmuseet, Stockholm, 2009

Carbon Based Lifeforms is een Zweeds ambient-duo, dat wordt gevormd door Johannes Hedberg en Daniel Segerstad (geboren Ringström).
Hedberg en Segerstad richtten CBL op als zijproject van hun band 'Notch', maar gaandeweg werd CBL hun voornaamste muziekproject. De eerste nummers van CBL kwamen uit op MP3.com in 1998. In 1999 schreef de groep samen met Magnus Birgersson (Solar Fields) de muziek voor het project Fusion van de Zweedse danser Olof Persson. De groep tekende in 2002 een contract bij Ultimae Records en speelde in 2009 een concert onder de titel A Concert in Sight and Sound for IYA2009 in Cosmonova, de ImaxDome annex het digitale planetarium van het Natuurhistorisch rijksmuseum in Stockholm.

## SYNC24
In 2007 richtte Daniel Segerstad zijn soloproject SYNC24 op. 

## Discografie

### Studioalbums
- The Path (als Notch) (1998)
- Hydroponic Garden  (2003)
- World of Sleepers  (2006)
- Interloper (2010)
- VLA (2011)
- Twentythree (2011)
- Refuge OST (2013)
- Derelicts (2017)

### Extended plays
- Irdial (2008)

### Overige uitgaven
- ALT:01 (2016)[2] - een verzameling live-opnames en geremasterde nummers